# 大普雷斯拉夫

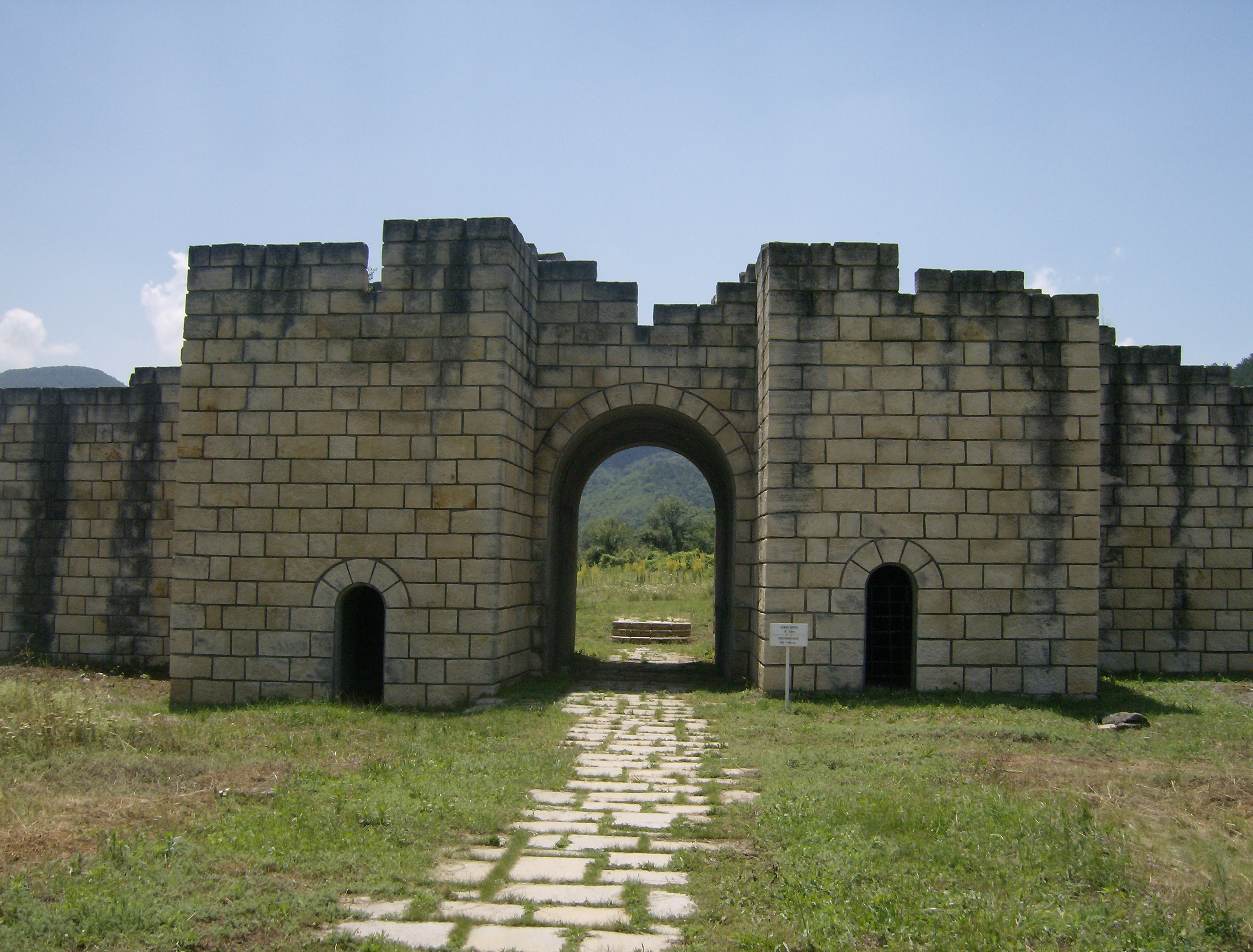

大普雷斯拉夫（羅馬化：Veliki Preslav），1993年前稱為普雷斯拉夫（羅馬化：Preslav）是保加利亞的城鎮，位於該國東部，距離首府舒門20公里，由舒門州負責管轄，海拔高度92米，2009年人口8,951，居民主要信奉東正教。
其在1878年解放前的鄂圖曼統治時期被稱為Ески Стамболук「小伊斯坦堡」，獨立後恢復中世紀時的名稱，這時的普雷斯拉夫還只是一個村莊，後於1883年成為城鎮。
保加利亞第一帝國曾建都於此。

## 外部連結
- Municipality of Veliki Preslav（页面存档备份，存于）
- Website of the National Historical and Archaeological Museum Veliki Preslav（页面存档备份，存于）
- Primary School